# Tambak Cekur
Tambak Cekur is een bestuurslaag in het regentschap Serdang Bedagai van de provincie Noord-Sumatra, Indonesië. Tambak Cekur telt 727 inwoners (volkstelling 2010).